# Fruchtfolgeerreger
Als Fruchtfolgeerreger bezeichnet man Pflanzenschädlinge, die durch wiederholten Anbau der gleichen Wirtspflanze im Boden angereichert werden.
Dazu gehören:
- Kohlhernie (Anbau von Kreuzblütlern)
- Verticillium (Erdbeeranbau)
- bestimmte Nematoden (Zuckerrübenanbau)

Die zunehmende Bodenmüdigkeit bei wiederholtem Anbau der gleichen Kultur fasst man auch unter dem Begriff Nachbauprobleme zusammen.
Durch eine abwechslungsreiche Fruchtfolge (Anbaurotation) kann den Fruchtfolgeerregern vorgebeugt werden. Da Anbauflächen meist nicht leicht genug gewechselt werden können, kann eine Bodenentseuchung (Fumigation) mit z. B. Dazomet oder Methylisocyanat nötig werden.